# Merza József
Merza József (Sárospatak, 1932. szeptember 16. –) magyar matematikus, könyvtáros, pedagógus, szakfordító, író.

## Élete
A Földes Ferenc Gimnáziumban végzett 1951-ben. 1951 és 1955 között a Kossuth Lajos Tudományegyetemen tanult, ahol matematika-fizika szakos tanári diplomát szerzett. Az egyetem elvégzése után a debreceni Csokonai Vitéz Mihály Gimnázium tanára volt 1957-ig. Ezután 1961-ig a KLTE Matematika Intézet tanársegédje. 1961 és 1967 között az ÉKME Matematikai Tanszéken volt tanársegéd, majd adjunktus, 1967-ben a matematika tudományok kandidátusa címet szerzett. 1967 és 1980 között az MTA Matematikai Kutatóintézetben volt tudományos kutató, főmunkatárs, 1981 és 1993 között az MTA Matematikai Kutatóintézetben könyvtárvezető és 1993-tól nyugdíjas. 
Részt vett (1988-ban) a Szabad Kezdeményezések Hálózatában, alapító tagja volt a Halálbüntetést Ellenzők Ligájának, később tagja és szóvivője a Hadkötelezettséget Ellenzők Ligájának. A katonai szolgálat megtagadása miatt kétszer büntették, munkahelyéről elbocsátották. 
Három évtizeden át gondozta a Bolyai–társulat, illetve a Matematikai Kutató Intézet idegen nyelvű szakfolyóiratát. A Bokor bázisközösségnek több évtizede tagja. Szakmai írások mellett közösségi tárgyú, teológiai cikkeket is publikál. Esszéköteteinek sorozatát a Napkút Kiadó gondozza.
Budapesten és Szanticskán él.

## Kutatási területe
Fő kutatási területe a differenciálgeometria, azon belül az affin differenciál invariánsok geometriai jellemzése.

## Megjelent kötetei
- Matematika (Dr. Varga Ottóval és Dr. Béres Elekkel közösen, Tankönyvkiadó, 1964)
- Matematika. Vasbetonépítő szakmérnökök részére (Tankönyvkiadó, 1965)
- Matematikai összefoglaló – Mérnök-matematikus szakmérnökök részére (Tankönyvkiadó Vállalat, 1968)
- Bevezetés a komplex függvénytanba (Tankönyvkiadó Vállalat, 1969)
- Kárteszi Ferenc 60 esztendős (Varga Ottóval közösen, Bolyai János Matematikai Társulat, 1969)
- Matematika és példatár I. év, 2. félév (Dr. Varga Ottóval és Sebestyén Lukáccsal közösen, Tankönyvkiadó, 1971)
- Matematika és példatár II. év, 1. félév (Dr. Varga Ottóval és Sebestyén Lukáccsal közösen, Tankönyvkiadó, 1971)
- Matematikai kislexikon (Farkas Miklóssal, Csébfalvi Károllyal, Kósa Andrással, Révész Pállal, Schmidt Tamással, Steinfeld Ottóval, Wiegandt Richárddal közösen, Műszaki Könyvkiadó, 1972)
- Matematika. Magyar függelék (Günther Eisenreich és Ralf Sube [szótára alapján] szerk. Merza József, Akadémiai K., 1984)
- A második hullám. Válogatás a "Bokor" közösség írásaiból 1971–1976. I. kötet (szerk., Irotron Kiadó, 1990)
- Életképek – harminchárom riport és beszámoló a Bokor közösség családjairól, csoportjairól (szerk., Család Alapítvány, 1997)
- Mivé lesz az ember? Esszék (Napkút Kiadó, 2017)
- Naplemente. Esszék (Napkút Kiadó, 2018)
- Nagypapa túrázik (Napkút Kiadó, 2019)
- És mégis mozgok – Nagypapa tovább túrázik (Napkút kiadó, 2020)
- Levelek Hunniából (Napkút, Budapest, 2022)
- Folyamatos múlt (Napkút Kiadó, 2022)
- A hetedik – A folytatás nehezebb (Dr. Kotász Könyvkiadó, 2025)

## Fordításai
- Lánczos Kornél: A geometriai térfogalom fejlődése. A geometriai fogalmak fejlődése Püthagorasztól Hilbertig és Einsteinig (Gondolat, 1976)
- H. S. M. Coxeter; S. L. Greitzer: Az újra felfedezett geometria (Gondolat, 1977)

## Díjai
- Grünwald-díj (1962)